# Cartoon

Um cartoon de um cientista louco estereotipado

Um cartoon é um desenho humorístico, animado ou não, de caráter extremamente crítico, que retrata, muito sinteticamente, algo que envolve o dia a dia de uma sociedade. O significado específico evoluiu com o tempo, mas o uso moderno geralmente se refere a: uma imagem ou série de imagens destinadas a sátira, caricatura ou humor; ou um filme que se baseia em uma sequência de ilustrações para sua animação. Alguém que cria cartuns no primeiro sentido é chamado de cartunista.
O conceito se originou na Idade Média e primeiro descreveu um desenho preparatório para uma obra de arte, como uma pintura, afresco, tapeçaria ou vitral. No século XIX, começando na revista Punch em 1843, o cartoon passou a se referir - ironicamente a princípio - a ilustrações engraçadas em revistas e jornais. No início do século XX, começou a se referir a filmes de animação que pareciam desenhos animados impressos.

## História
O termo é de origem britânica, e foi pela primeira vez utilizado neste contexto na década de 1840, quando a revista Punch publicou uma série de charges que parodiavam estudos para os afrescos do Palácio de Westminster, adaptados para satirizar acontecimentos da política contemporânea. Esse costume data de 1843, quando a Punch utilizou o termo para se referir a desenhos satíricos de John Leech. O significado original da palavra cartoon é "estudo", ou "esboço".
Este tipo de desenho é, ainda, considerado uma forma de comédia, e mantém o seu espaço na imprensa escrita atual. Na imprensa escrita moderna, o cartoon aparece como uma obra de arte, geralmente com intenção de humor.
Cartoons e charges são gags visuais, contudo, a charge satiriza um acontecimento atual. Assim como as tiras diárias e as pranchas dominicais, os cartuns também podem ser distribuídos pelos syndicates.

## Animação

Um cavalo animado com a técnica da rotoscopia.

Por causa das semelhanças de estilo entre as tiras de jornal e os primeiros curta-metragens de animação, o termo "cartoon" é usado tanto para o estilo de ilustração, quanto para animação.
Enquanto animação designa qualquer estilo de imagem ilustrada, exibida rapidamente para indicar movimento, a palavra "cartoon" é mais frequentemente usada como um descritor para programas de televisão e filmes de curta metragem dirigidos ao público infantil, eventualmente com animais antropomorfizados e super-heróis.
Na década de 1980, o cartoon foi reduzido para toon, referindo-se a personagens de produções animadas. Esse termo foi popularizado em 1988 pelo filme Who Framed Roger Rabbit, que combinou live-action e animação, seguido em 1990 pela série de TV animada Tiny Toon Adventures.